# Шевырёв, Фёдор Иосифович
Фёдор Иосифович Шевырёв (17 февраля 1886, хутор Никишовка, станица Гундоровская, Область Войска Донского — ?) — русский офицер, командир Гундоровского Георгиевского полка (1919), полковник, коллаборационист.

## Биография
Родился в 1886 году в казачьей семье на хуторе Никишовка станицы Гундоровской Области Войска Донского, позже — Краснодонский район Ворошиловградской области Украинской ССР, ныне — село Никишовка Краснодонского района Луганской Народной Республики. Получил домашнее образование. Урядник 27-го Донского казачьего полка, с 20 ноября 1915 прапорщик, с 22 июля 1916 хорунжий, с 3 августа 1917 – сотник. В 1918 подъесаул и есаул, с 27 марта 1919 войсковой старшина Донской белой армии.

### Гражданская война
В годы Гражданской войны командовал 1-м Богучарским добровольческим отрядом, в 1919–1920 – Гундоровским Георгиевским полком. Полковник.

«К осени 1918 года только в таких частях, как Гундоровский Георгиевский полк, спайка была крепкая, но в Донской армии их было не много» М. А .Шолохов.

«Имя гундоровцев было так известно большевикам, что при встрече с казаками красноармейцы спрашивали: „Гундоровцы?“ и, получив утвердительный ответ, сдавались безропотно. Это действительно был особенный полк. Великолепно одетый в новые шинели, серые папахи и обутый в прекрасные сапоги, с петлицами из георгиевских лент на шинелях и на воротниках защитных мундиров, с донскими синими погонами с номером того полка, в котором в германскую войну служил казак (преимущественно 10-го), за редким исключением все георгиевские кавалеры за германскую войну, иные имевшие по 2, по 3 и по 4 креста, эти люди отличались не только мужеством и храбростью, но и необычайным товариществом» П. Н. Краснов.

«Где Гундоровцы, там всегда успех, всегда победа, масса пленных, огромные трофеи. Пополнений от штаба полк не искал. Его родная станица непосредственно слала таковые. 
Служить в Гундоровском полку считалось честью. Раненые, не успев еще оправиться, уже спешили вернуться в полк. Видеть Гундоровцев в тылу можно было очень редко. Они не любили тыла. В общем, полк был особенный, особенной была и его организация: 1500-2000 штыков, 300-400 шашек и полковая батарея, все в образцовом порядке и прекрасном виде. В наиболее опасных местах, в наиболее критические моменты, Гундоровцы всегда выручали. Пройдут десятки лет и память о Гундоровцах оживет. Она ярко воскреснет в легендах…» генерал-майор И. А. Поляков.

### Эмиграция
Эвакуировался из Крыма. После окончания Гражданской войны проживал в Болгарии. В январе 1929 года вместе с женой Анной Самойловной (урождённой Брыковой, рожд. 22 декабря 1887) переехал во Францию в город Рив. Работал в редколлегии журнала «Казачье единство»:
- редакторы — И. Н. Коноводов (1934, 1938), Н. Каледин (ответственный редактор), И. И. Колесов (1939—1940),
- редколлегия — полковник Ф. И. Шевырёв, сотник Семенкин, есаул Ковалев, подъесаул Е. М. Якименко (секретарь редакции), А. И. Лебедкин (1938).

### Вторая мировая война
Активно сотрудничал с гитлеровцами, стал коллаборационистом. Командир 6-го Донского казачьего пластунского полка в составе 3-й сводной казачьей пластунской бригады Отдельного казачьего корпуса в Северной Италии (Казачий Стан) на стороне фашистской Германии. Выдан в СССР в Лиенце (предположительно) и этапирован в город Половинка Пермской области.

### Последние годы жизни
Арест оформлен 28 апреля 1947 года и 24 июля приговорён по обвинению в антисоветской агитации и антисоветской деятельности к 8 годам лишения свободы. В 1956 находился в пересыльном лагере в Потьме. Освобождён и уехал в Ростовскую область.
Был реабилитирован прокуратурой Пермской области в 1992 году.

## Награды
- Имел награды Российской империи и Белого движения, в числе которых орден Святителя Николая Чудотворца (Приказ Главнокомандующего № 239, 10 июля 1921).